# Tanyemblemaria alleni
Tanyemblemaria alleni är en fiskart som beskrevs av Roxanne Irene Hastings 1992. Tanyemblemaria alleni ingår i släktet Tanyemblemaria och familjen Chaenopsidae. IUCN kategoriserar arten globalt som otillräckligt studerad. Inga underarter finns listade i Catalogue of Life.